# DreamWorks Animation
DreamWorks Animation SKG, Inc. (més coneguda com a DreamWorks Animation, o simplement DreamWorks) és un estudi d'animació nord-americà que és una filial d'Universal Studios, una divisió de NBCUniversal i, alhora, una divisió de Comcast. Es troba a Glendale (Califòrnia), i produeix llargmetratges d'animació, programes de televisió i jocs virtuals en línia. Ha col·laborat en un total de 35 pel·lícules com, per exemple, Shrek, L'espantataurons, Madagascar, Bee Movie, Kung Fu Panda, Spirit: El cavall indomable, Monsters vs Aliens, Com entrenar el teu drac, Megamind i L'origen dels Guardians. Es va formar per la fusió de la divisió d'animació de DreamWorks SKG i Pacific Data Images (PDI). Originalment sota la bandera de DreamWorks SKG, es va iniciar com una empresa pública en 2003.

## Història

### 1994-2003
El 12 d'octubre de 1994, DreamWorks SKG va ser creada i fundada pel director i guionista Steven Spielberg, Jeffrey Katzenberg (abans responsable de la Walt Disney Feature Animation) i David Geffen (magnat de la música). Les inicials dels seus cognoms són les "SKG" del logo. Per construir la base de talent, Spielberg va portar artistes del seu estudi a Londres, Amblimation, mentre que Katzenberg va contractar a alguns dels millors animadors de Disney.
DreamWorks va signar una co-producció amb Pacific Data Images per formar la filial PDI, LLC. Aquesta nova unitat produiria pel·lícules generades per ordinador, començant per Antz el 1998. El mateix any, DreamWorks SKG va produir El Príncep d'Egipte, que utilitzava tant la tecnologia CGI com les tècniques d'animació tradicionals.
Al 1997, DreamWorks es va associar amb Aardman Animations, un estudi britànic d'animació stop-motion, per coproducció i distribució de Chicken Run (2000), una pel·lícula stop-motion ja en preproducció. Dos anys més tard van ampliar el repartiment per a quatre pel·lícules addicionals. Amb Aardman fent stop-motion, van cobrir els tres estils principals, a més de l'animació tradicional i informàtica. Aquesta associació ha participat en la producció de pel·lícules stop-motion a Bristol i ha participat també en algunes de les pel·lícules CGI realitzades als Estats Units.
Tres anys més tard, DreamWorks SKG va crear DreamWorks Animation, una nova divisió de negocis que produiria regularment els dos tipus de llargmetratges d'animació. El 2001, Shrek va ser llançat i va guanyar el primer Premi de l'Acadèmia al Millor Llargmetratge d'Animació. Començant amb Shrek 2 (2004), s'esperava que totes les pel·lícules, excepte algunes co-produïdes amb Aardman, fossin produïdes amb CGI. Els llançaments de Shrek 2 i Shark Tale també van convertir DWA en el primer estudi a produir dues funcions animades CGI en un sol any.

### 2004-2016
La divisió d'animació es va convertir en una companyia de capital social independent, escindint-se de la matriu DreamWorks Pictures el 27 d'octubre de 2004 L'empresa de Spielberg continua utilitzant les marques comercials originals de DreamWorks sota llicència de DreamWorks Animation. Katzenberg va dirigir la nova divisió, mentre que Spielberg i Geffen van romandre a bord com a inversors i consultors. DWA també va heretar interessos de PDI / DreamWorks. Van arribar a un acord amb el seu antic pare per distribuir totes les seves pel·lícules, fins l'estrena de dotze pel·lícules noves, o el 12 de desembre de 2010, el que passés més tard. El 31 de gener de 2006, DWA va signar un acord de distribució amb Paramount Pictures, que va adquirir el seu pare anterior i distribuïdor, DreamWorks SKG. L'acord va concedir a Paramount els drets mundials de distribuir totes les pel·lícules d'animació, incloses les pel·lícules publicades anteriorment, fins a la entrega de 13 nous llargmetratges d'animació o el 31 de desembre de 2012, el que passés més tard. El 13 de març de 2007, DreamWorks Animation va anunciar que llançaria totes les seves pel·lícules, començant per Monsters vs. Aliens (2009), en 3D estereoscòpic. Juntament amb Intel, van co-desenvolupar una nova tecnologia cinematogràfica 3D, InTru3D.
L'any 2008, DWA va estendre la seva producció a Bangalore, Índia, on van establir una unitat especial dins de Technicolor, anomenada Unitat Dedicada de DreamWorks. La unitat pertany a Technicolor, però DreamWorks contracta i entrena els animadors, que després contribueixen als projectes DreamWorks. DDU al principi només va treballar en programes de televisió, com Merry Madagascar (2009), Scared Shrekless (2010) i projectes de DVD. Eventualment van començar a contribuir a les pel·lícules de DreamWorks, començant per animar part de El Gat amb Botes (2011). El logotip, adaptat de la matriu del logotip d'estudi, consta d'un nen que pesca des de la lluna. La banda sonora d'aquest logo va ser originalment una adaptació de la DreamWorks Theme, no obstant això, després de l'èxit mundial de Shrek el 2001, es va convertir en una adaptació abreujada de Love Theme de la banda sonora de Shrek, composta per John Powell. El 2009, DreamWorks Animation sortia posicionada a la revista Fortune com una de les 100 millors empreses per treballar, en el número 47. Aquest és el seu primer any a la llista, i en el seu segon any (2010) ja es trobaven en el número 6.

### 2012-2015
Al juliol de 2012, DreamWorks Animation va guanyar una oferta de 155 milions de dòlars per adquirir Classic Media, que des de llavors ha estat renomenada com DreamWorks Classics. L'agost de 2012, DreamWorks Animation va formar una empresa conjunta amb empreses d'inversió xineses per establir una companyia d'entreteniment basada a Xangai, anomenada Oriental DreamWorks, per desenvolupar i produir pel·lícules xineses originals i els seus derivats.
Segons un informe de Los Angeles Times, DreamWorks Animation va estar negociant amb Sony Pictures per distribuir les seves properes pel·lícules, com ara les versions de The Croods i Turbo de 2013. L'informe també va esmentar la possibilitat de què Sony gestionés la distribució dels Estats Units mentre que 20th Century Fox s'encarregaria de la distribució internacional. La renovació del tracte amb Paramount també va ser oberta, però només amb termes més favorables per a Paramount. A l'agost de 2012, DreamWorks Animation va signar un acord de distribució de cinc anys amb 20th Century Fox per a tots els territoris. Tanmateix, l'acord no incloïa els drets de distribució de les pel·lícules publicades anteriorment, que DWA va adquirir de Paramount més endavant el 2014. Rise of the Guardians (2012) va ser l'última pel·lícula d'animació de DreamWorks que distribuirà Paramount Pictures, i The Croods es va convertir en la primera pel·lícula d'Animació DreamWorks que distribuirà 20th Century Fox.
L'1 de maig de 2013, Katzenberg i DWA van anunciar la seva intenció d'adquirir el canal de YouTube AwesomenessTV, que es va finalitzar el mes després.
El mes vinent, DWA va anunciar un acord de contingut multianual per oferir 300 hores de contingut exclusiu original al proveïdor de vídeos a la carta en temps real, Netflix. Una part de la intenció de l'acord va ser, en part, establir un ingrés més fiable per a la DWA per sufragar el risc financer que implicava confiar exclusivament en el mercat del cinema teatral. Amb les ofertes de Netflix i Super RTL en vigor per a la televisió, DWA va anunciar la contractació executiva per al seu nou grup de televisió, DreamWorks Animation Television a finals de juliol.
L'any vinent, al febrer, DreamWorks va anunciar la fundació d'una nova divisió editorial anomenada DreamWorks Press, per publicar llibres en forma impresa i digital. Al juny, els drets de Felix the Cat van ser adquirits per DreamWorks Animation de Felix the Cat Productions, propietat de Don Oriolo. El mateix mes, el canal DreamWorksTV va debutar a YouTube i va ser operat per AwesomenessTV. DreamWorks Animation va comprar els drets de distribució de Paramount a la biblioteca pre-2013 al juliol, i des de llavors, el distribuïdor actual de DreamWorks Animation, 20th Century Fox, ha assumit drets de distribució a la biblioteca.
El 5 de gener de 2015, DreamWorks Animation va anunciar que Bonnie Arnold, productora de la saga How to Train Your Dragon i Mireille Soria, productora de la sèrie Madagascar, van ser nomenades copresidentes de la divisió d'animació de l'estudi. Al mateix temps, també es va anunciar que Bill Damaschke abandonaria la seva posició com a Cap d'Oficial creatiu. Sota l'actual mandat d'Arnold i Soria, van contractar a Jason Reitman i Edgar Wright per treballar en els seus propis debuts d'animació. Dues setmanes més tard, PDI / DreamWorks es va tancar completament com a causa dels esforços de reestructuració de la seva empresa matriu.

### 2016 - Present
El 28 d'abril de 2016, NBCUniversal va anunciar oficialment la intenció d'adquirir DreamWorks Animation per 3.800 milions de dòlars, valorant la companyia a $41 per acció. Jeffrey Katzenberg seguirà involucrat a la companyia com a cap de DreamWorks New Media, però cedirà el control de l'estudi al director general d'Illumination Entertainment, Chris Meledandri.
L'última pel·lícula de DreamWorks Animation amb 20th Century Fox va ser Captain Underpants: The First Epic Movie, i la primera pel·lícula d'Animació DreamWorks amb Universal Pictures serà How to Train Your Dragon 3 i també inclou Everest, Trolls 2 i The Boss Baby 2.
L'1 d'agost de 2017, es va anunciar que DreamWorks Animation i Blumhouse Productions treballarien en la pel·lícula d'animació, Spooky Jack. La pel·lícula es llançarà el 17 de setembre de 2021.
El 13 de novembre de 2017, es va anunciar que DreamWorks Animation havia començat un programa de curtmetratges, anomenat DreamWorks Shorts, que mostrarà curtmetratges d'animació originals abans dels llargmetratges de DWA. El primer curtmetratge que es produirà sota el programa serà Bird Karma, que s'estrenarà a la primavera de 2018.

## Seqüències del Logo
El següent quadre és una llista de les seqüències que apareixen en el logotip de cada pel·lícula de DreamWorks Animation.
| Pel·lícula                                     | Seqüència | Música de fons                                                   |
| ---------------------------------------------- | --- | ---------------------------------------------------------------- |
| Antz                                           | Es mostra el logo de Dreamworks SKG vell. | "Insignificantz"                                                 |
| El príncep d'Egipte                            | Es mostra el logo de Dreamworks SKG vell. | Deliver Us                                                       |
| The Road to El Dorado                          | Es mostra el logo de Dreamworks SKG vell i després es focalitzarà en la cançó "El Daurat". | El Daurat                                                        |
| Chicken Run                                    | Es mostra el logo de Dreamworks SKG vell | "Opening Escape"                                                 |
| Shrek                                          | Es mostra el logo Dreamworks SKG vell, en les lletres S, es forma la S característeca de Shrek amb les orelles i de color verd. | "True Love First Kiss" en versió Lenta                           |
| Spirit: El cavall indomable                    | Es mostra el logo de Dreamworks SKG vell. | Homeland                                                         |
| Simbad: La llegenda dels set mars              | Es mostra el logo de Dreamworks SKG vell, baixant fins a veure a Eris. | "Let the Games Begin"                                            |
| Shrek 2                                        | Es mostra una nova seqüència en la qual el nen pescador puja amb uns globus fins a la Lluna, on s'asseu. Finalment els globus exploten, formant així el logo de DreamWorks Animation amb les lletres de diversos colors.                                      | "True Love First Kiss"                                           |
| El espantaurons                                | El pescador llança la seva canya a l'oceà, amb un cuc cridant en ella . | "True Love First Kiss"                                           |
| Madagascar                                     | La seqüència és igual a Shrek 2 | "Born Free"                                                      |
| Wallace & Gromit: The Cursi of the Were-Rabbit | S'utilitza una versió més curta comparada amb la de Shrek 2 i Madagascar. S'afegeix el logo d'Aardman | Tema de Wallace & Gromit                                         |
| Veïns invasors                                 | No diu res sota de "Dreamworks". | Soroll de màquina expenedora                                     |
| Flushed Away                                   | Només les lletres "SKG" apareixen a baix de "Dreamworks" | Música Anglesa                                                   |
| Shrek tercer                                   | Els núvols del logo es difuminen en el cel de "Far Far Away", l'escena contínua baixant fins a arribar al camerino del Príncep Encantador Tomas. | "True Love First Kiss"                                           |
| Bee Movie                                      | El protagonista de la pel·lícula, Barry Benson, pica al pescador que està a punt d'asseure's a la lluna, fent que aquest caigui per seure en el seu lloc. | "True Love First Kiss"                                           |
| Kung Fu Panda                                  | El nen pescador és substituït per un gat pescador d'animació típica xinesa, que escala els núvols fins a arribar a la lluna, on treurà una canya de pescar. Tot es torna daurat amb el so d'un gong.                                                          | "True Love First Kiss" (Versió Xina)                             |
| Madagascar 2: Fuita to Africa                  | Els pingüins: Skipper, Kowalski, Rico i Cap colpegen al pescador i fan que es desmaï, tirant la seva canya. | "True Love First Kiss"/"Once Upon A Time In Africa"              |
| Monstres vs Aliens                             | S'usa una versió més curta. L'escena transcorre en blanc i negre i després es mostra com el pescador és segrestat per un Ovni. | "True Love First Kiss(Segment)"                                  |
| Com entrenar al teu drac                       | Primer pel·lícula amb el nou logo: les lletres de DreamWorks Animation deixen de ser de diferents colors per tornar a ser blanques. El nen oneja la canya cap a davant, desfent els núvols. Es veu la silueta d'en Toothless.                                 | "This Is Berk"                                                   |
| Shrek Forever After                            | La seqüència és igual a la de Com Entrenar al teu Drac. | "True Love First Kiss"                                           |
| Megamente                                      | La seqüència és igual a la de Shrek per Sempre, però al final de la seqüència es mostra una llum brillant i aquí apareix Megamente caient. | "True Love First Kiss Epic Version"                              |
| Kung Fu Panda 2                                | Es veu l'Arbre del préssec de la saviesa celestial, tots els seus pètals volen fins a la lluna, amb els quals es forma Oogway, qui amb el seu bastó hala el logo de "DreamWorks Animació SKG".                                                                | "Ancient Xina"                                                   |
| El gat amb botes                               | La seqüència és igual que Shrek 4 i Megamente, quan el pescador llança la canya, s'escolta el so d'una fuetada. | "Bad Kitty"                                                      |
| Madagascar 3: Europe's Most Wanted             | La seqüència és igual que MegaMente i Gat amb botes, excepte en el fons, es canvia de nit a dia. | "New York Surprise"                                              |
| L'origen dels guardians                        | La Seqüència és igual a Gat amb Botes i Madagascar 3, però en el transcurs, cauen flocs de neu i el nen pescador és reemplaçat per Jack Frost. | "Rise of The Guardians"                                          |
| Els Croods                                     | Apareix el logo de 20th Century Fox i després el logo de Dreamworks Amimation, dibuixats en una cova. | "20th Century Fox Fanfare'"                                      |
| Turbo                                          | La seqüència és igual que en Shrek Forever After, només que és un dia ennuvolat i els núvols són el cel de la primera carrera. | "20th Century Fox Fanfare'"                                      |
| Les aventures de Peabody i Sherman             | La seqüència és igual que en Shrek Forever After, només que el pescador és remplazado per Sherman. | "20th Century Fox Fanfare'"/"Mr. Peabody's Prologue"             |
| Com ensinistrar un drac 2                      | A dalt del logo Dreamworks apareix "20 ANYS", a causa del seu 20 aniversari i la lluna és representada com el 0. | "20th Century Fox Fanfare'"/"Dragon Racing"                      |
| Els pingüins de Madagascar                     | Es veu el logo de Dreamworks esculpit en una llenca de gel | "Paramount Pictures Fanfare'"                                    |
| Home                                           | Apareix el pescador assegut a la lluna, però després és absorbit per un tub i reemplaçat per "Oh". | "Warner Bros. Pictures Fanfare'"/"True Love First Kiss"          |
| Kung Fu Panda 3                                | Es veu a Po pujant les escales, esgotant-se cada vegada més. Finalment arriba al cim i puja les paraules "DreamWorks Animation". | "20th Century Fox Fanfare'"                                      |
| Trolls                                         | La seqüència és igual que a Shrek Forever After, però al final tot apareix en un fons animat envoltat per figures de colors i, a m el logo està format per lletres fetes de lluentons brillants. Al pescador se li afegeix un cabell com el dels personatges. | "20th Century Fox Fanfare"/"True Love First Kiss (Versió Coral)" |
| The Boss Baby                                  | Es mostra un mòbil penjant per a bebès i els decoratius del mòbil són les llunes amb els seus respectius pescadors. En la part superior apareix el logo de DreamWorks Animation.                                                                              | "20th Century Fox Fanfare"/"True Love First Kiss" (versió mòbil) |
| Captain Underpants: The First Epic Movie       | La seqüència és igual que Shrek 4, Megamente i Gat Amb Botes, amb Jorge i Berto cantant en el fons. |                                                                  |

## Associacions
DreamWorks Animation tenia una associació permanent amb Hewlett-Packard, i l'estudi utilitzava exclusivament estacions de treball i servidors d'HP. L'any 2005, DWA es va associar amb HP per presentar HP Halo Telepresence Solutions, tecnologies que permeten que persones de diferents llocs es comuniquin en un entorn presencial a temps real. El 2005, AMD va signar un acord de tres anys per proporcionar processadors a l'estudi. Aquesta relació va finalitzar el 2008 i DreamWorks va anunciar que utilitzarien processadors Intel per a futures produccions.

## Tecnologia de DreamWorks
El nou disseny digital i CG plataforma de DreamWorks Animation's és l'Apollo. Desplegat a través de l'arquitectura del núvol de l'estudi, l'Apollo aprofita una computació de diversos nuclis escalables i permet dissenyar en temps real d'última generació. Les plataformes interactives d'alta resolució d'animació i les eines d'il·luminació, Premo i Torch, han transformat el projecte de producció que permet als artistes treballar a gran velocitat.

## Consell d'administració
Els següents executius es troben en el Consell d'Administració de DreamWorks SKG Animation, Inc.:
- Roger Enrico, president d'animació de DreamWorks SKG Inc.
- Jeffrey Katzenberg, Director Executiu d'animació DreamWorks SKG, Inc. / Co-fundador de DreamWorks.
- Lew Coleman, President d'Animació DreamWorks SKG, Inc.
- Mellody Hobson, Presidenta d'Ariel Cabdal Management
- Nathan Myhrvold, Cap Executiu d'empreses Intel·lectual
- Richard Sherman, director executiu de l'Empresa David Geffen
- Karl von der Heyden, jubilats vicepresident i director de Financer de Pepsico, Inc.
- Judson Green, President i Director Executiu de NAVTEQ
- Michael Montgomery, President del Comtat de Montgomery & Co.
- Thomas I. Freston, exCEO de Viacom
- Harry (Anar) Brittenham, Director

## Pel·lícules

### Estrenades
| #  | Film                                           | Any  | Pressupost   | Recaptació Mundial | Distribució         |
| -- | ---------------------------------------------- | ---- | ------------ | ------------------ | ------------------- |
| 1  | Antz                                           | 1998 | $105,000,000 | $171,757,863       | DreamWorks Pictures |
| 2  | El príncep d'Egipte                            | 1998 | $70,000,000  | $218,613,188       | DreamWorks Pictures |
| 3  | The Road to El Dorado                          | 2000 | $95,000,000  | $76,432,727        | DreamWorks Pictures |
| 4  | Chicken Run                                    | 2000 | $45,000,000  | $224,834,564       | DreamWorks Pictures |
| 5  | Shrek                                          | 2001 | $60,000,000  | $484,409,218       | DreamWorks Pictures |
| 6  | Spirit: El corcel indomable                    | 2002 | $80,000,000  | $122,563,539       | DreamWorks Pictures |
| 7  | Simbad: La llegenda dels set mars              | 2003 | $60,000,000  | $80,767,884        | DreamWorks Pictures |
| 8  | Shrek 2                                        | 2004 | $150,000,000 | $919,838,758       | DreamWorks Pictures |
| 9  | L'espantataurons                               | 2004 | $75,000,000  | $367,275,019       | DreamWorks Pictures |
| 10 | Madagascar                                     | 2005 | TBA          | $532,680,671       | DreamWorks Pictures |
| 11 | Wallace & Gromit: The Curse of the Were-Rabbit | 2005 | $30,000,000  | $192,610,372       | DreamWorks Pictures |
| 12 | Veïns invasors                                 | 2006 | TBA          | $336,002,996       | Paramount Pictures  |
| 13 | Flushed Away                                   | 2006 | $149,000,000 | $178,120,010       | Paramount Pictures  |
| 14 | Shrek tercer                                   | 2007 | $160,000,000 | $798,958,162       | Paramount Pictures  |
| 15 | Bee Movie                                      | 2007 | $150,000,000 | $287,594,577       | Paramount Pictures  |
| 16 | Kung Fu Panda                                  | 2008 | $130,000,000 | $631,744,560       | Paramount Pictures  |
| 17 | Madagascar 2                                   | 2008 | $150,000,000 | $603,900,354       | Paramount Pictures  |
| 18 | Monstres vs Aliens                             | 2009 | $175,000,000 | $381,509,870       | Paramount Pictures  |
| 19 | Com entrenar al teu drac                       | 2010 | $165,000,000 | $494,878,759       | Paramount Pictures  |
| 20 | Shrek Forever After                            | 2010 | $165,000,000 | $752,600,867       | Paramount Pictures  |
| 21 | Megamente                                      | 2010 | $30,000,000  | $321,885,765       | Paramount Pictures  |
| 22 | Kung Fu Panda 2                                | 2011 | $150,000,000 | $665,692,281       | Paramount Pictures  |
| 23 | El gat amb botes                               | 2011 | $130,000,000 | $554,987,477       | Paramount Pictures  |
| 24 | Madagascar 3: Europe's Most Wanted             | 2012 | $145,000,000 | $746,921,274       | Paramount Pictures  |
| 25 | L'origen dels guardians                        | 2012 | $145,000,000 | $306,941,670       | Paramount Pictures  |
| 26 | The Croods                                     | 2013 | $135,000,000 | $587,204,668       | 20th Century Fox    |
| 27 | Turbo                                          | 2013 | $135,000,000 | $282,570,682       | 20th Century Fox    |
| 28 | Les aventures de Peabody i Sherman             | 2014 | $145,000,000 | $275,698,039       | 20th Century Fox    |
| 29 | Com entrenar al teu drac 2                     | 2014 | $145,000,000 | $621,537,519       | 20th Century Fox    |
| 30 | Els pingüins de Madagascar                     | 2014 | $132,000,000 | $373,015,621       | 20th Century Fox    |
| 31 | Home                                           | 2015 | $135,000,000 | $386,041,607       | 20th Century Fox    |
| 32 | Kung Fu Panda 3                                | 2016 | $120,000,000 | $521,170,825       | 20th Century Fox    |
| 33 | Trolls                                         | 2016 | $145,000,000 | $521,170,825       | 20th Century Fox    |
| 34 | The Boss Baby                                  | 2017 | TBA          | $498,846,458       | 20th Century Fox    |
| 35 | Captain Underpants: The First Epic Movie       | 2017 | $38,000,000  | $104,740,583       | 20th Century Fox    |

### Properes estrenes
| Pel·lícula                               | Estrena                |
| ---------------------------------------- | ---------------------- |
| El Gat amb Botes: Nou Vides i 40 Lladres | 21 de Desembre 2018    |
| Com entrenar al teu drac 3               | 1 de març de 2019      |
| Everest                                  | 27 de setembre de 2019 |
| Shrek 5                                  | 2019                   |
| Trolls 2                                 | 2020                   |
| The Croods 2                             | 2020                   |
| Spooky Jack                              | 2021                   |
| The Boss Baby 2                          | 2021                   |
| Madagascar 4                             | 2022                   |
| Kung Fu Panda 4                          | 2023                   |

### Sèries d'animació
| #  | Títol                            | Data d'estrena                                                       | Episodi final                                                        | Cadena de televisió                         |
| -- | -------------------------------- | -------------------------------------------------------------------- | -------------------------------------------------------------------- | ------------------------------------------- |
| 1  | Toonsylvania                     | 01998-Plantilla:MONTH-Plantilla:0expr 14 de febrer de 1998 1998      | 01998-Plantilla:MONTH-Plantilla:0expr 21 de desembre de 1998 de 1998 | FOX i                                       |
| 2  | Invasion America                 | 01998-Plantilla:MONTH-Plantilla:0expr 08 de juny de 1998 1998        | 01998-Plantilla:MONTH-Plantilla:0expr 07 de juliol de 1998 1998      | The WB                                      |
| 3  | Alienators: Evolution Continues  | 02001-Plantilla:MONTH-Plantilla:0expr 15 de setembre de 2001 2001    | 02002-Plantilla:MONTH-Plantilla:0expr 22 de juny de 2002 2002        | FOX                                         |
| 4  | Father of the Pride              | 02004-Plantilla:MONTH-Plantilla:0expr 31 d'agost de 2004 2004        | 02004-Plantilla:MONTH-Plantilla:0expr 28 de desembre de 2004 de 2004 | NBC                                         |
| 5  | Els pingüins de Madagascar       | 02008-Plantilla:MONTH-Plantilla:0expr 28 de novembre de 2008 2008    | 02015-Plantilla:MONTH-Plantilla:0expr 19 de novembre de 2015 2015    | Nickelodeon                                 |
| 6  | Neighbors from Hell              | 02010-Plantilla:MONTH-Plantilla:0expr 07 de juny de 2010 2010        | 02010-Plantilla:MONTH-Plantilla:0expr 26 de juliol de 2010 2010      | TBS                                         |
| 7  | Kung Fu Panda: la llegenda de Po | 02011-Plantilla:MONTH-Plantilla:0expr 19 de setembre de 2011 2011    | 29 de juny de 2016                                                   | Nickelodeon                                 |
| 8  | Dragons: Riders of Berk          | 7 d'agost de 2012                                                    | -                                                                    | Cartoon Network Netflix                     |
| 9  | Monsters vs. Aliens              | 23 de març de 2013                                                   | 8 de febrer de 2014                                                  | Nickelodeon                                 |
| 10 | Turbo FAST                       | 24 de desembre de 2013                                               | -                                                                    | Netflix                                     |
| 11 | VeggieTales in the House         | 02014-Plantilla:MONTH-Plantilla:0expr 26 de novembre de 2014 2014    | present                                                              | Netflix                                     |
| 12 | All Hail King Julien             | 02014-Plantilla:MONTH-Plantilla:0expr 19 de desembre de 2014 de 2014 | present                                                              | Netflix                                     |
| 13 | The Adventures of Puss in Boots  | 02015-Plantilla:MONTH-Plantilla:0expr 16 de gener de 2015 2015       | present                                                              | Netflix                                     |
| 14 | Dinotrux                         | 02015-Plantilla:MONTH-Plantilla:0expr 14 d'agost de 2015 2015        | present                                                              | Netflix                                     |
| 15 | The Mr. Peabody & Sherman Xou    | 02015-Plantilla:MONTH-Plantilla:0expr 9 d'octubre de 2015 2015       | present                                                              | Netflix                                     |
| 16 | Dawn of the Croods               | 02015-Plantilla:MONTH-Plantilla:0expr 24 de desembre de 2015 de 2015 | present                                                              | Netflix                                     |
| 17 | Noddy, Toyland Detectiu          | 02016-Plantilla:MONTH-Plantilla:0expr 2 d'abril de 2016 2016         | present                                                              | France 5 (França)Channel 5 (UK)Sprout (USA) |
| 18 | Voltron: Legendary Defensar      | 02016-Plantilla:MONTH-Plantilla:0expr 10 de juny de 2016 2016        | present                                                              | Netflix                                     |
| 19 | Home: Adventures with Tip & Oh   | 02016-Plantilla:MONTH-Plantilla:0expr 29 de juliol de 2016 2016      | present                                                              | Netflix                                     |
| 20 | Trollhunters                     | Desembre de 2016                                                     | present                                                              | Netflix                                     |
| 21 | Spirit Riding Free               | 2017                                                                 |                                                                      | Netflix                                     |
| 22 | Cow Boy                          | TBA                                                                  | TBA                                                                  |                                             |
| 23 | Felix the Cat                    | TBA                                                                  | TBA                                                                  |                                             |

### Especials
| # | Títol                                                 | Data de llançament                                                |
| - | ----------------------------------------------------- | ----------------------------------------------------------------- |
| 1 | Shrek the Halls                                       | 02007-Plantilla:MONTH-Plantilla:0expr 28 de novembre de 2007 2007 |
| 2 | Monsters Vs. Aliens: Mutant Pumpkins From Outer Space | 02009-Plantilla:MONTH-Plantilla:0expr 28 d'octubre de 2009 2009   |
| 3 | Merry Madagascar                                      | 02009-Plantilla:MONTH-Plantilla:0expr 17 de novembre de 2009 2009 |
| 4 | Scared Shrekless                                      | 02010-Plantilla:MONTH-Plantilla:0expr 28 d'octubre de 2010 2010   |
| 5 | Kung Fu Panda Holiday                                 | 02010-Plantilla:MONTH-Plantilla:0expr 24 de novembre de 2010 2010 |
| 6 | Dragons: Gift of the Night Fury                       | 02011-Plantilla:MONTH-Plantilla:0expr 15 de novembre de 2011 2011 |
| 7 | Madly Madagascar                                      | 02013-Plantilla:MONTH-Plantilla:0expr 29 de gener de 2013 2013    |

### Curtmetratges d'animació
- Shrek 4-D (2003)
- Sinbad and The Cyclops Island (2003)
- Far Far Away Idol (5 de novembre de 2004)
- The Madagascar Penguins a Christmas Caper (7 d'octubre de 2005)
- Hammy Bumerang Adventure (2006) p
- Kung Fu Panda: els secrets dels cinc furiosos (9 de novembre de 2008)
- B.O.B.'s Big Break (29 de setembre de 2009)
- La llegenda del drac rompehuesos (2010)
- Donkey’s Caroling Christmas-tacular (7 de desembre de 2010)
- Megamind: The Button of Doom (25 de febrer de 2011)
- Thriller Night (13 de setembre de 2011)
- The Pig Who Cried Werewolf (4 d'octubre de 2011)
- Night of the Living Carrots (13 d'octubre de 2011)
- Book of Dragons (2011)
- Els Mestres de l'antiga Xina (2011)
- Puss in Boots: The Three Diables (24 de febrer de 2012)
- Dawn of the Dragon Racers (11 de novembre de 2014)

## Recepció

### Recepció crítica i pública
| Pel·lícula                                     | Rotten Tomatoes |
| ---------------------------------------------- | --------------- |
| Antz                                           | 96 %            |
| El príncep d'Egipte                            | 79 %            |
| The road to El Dorado                          | 48 %            |
| Chicken run                                    | 97 %            |
| Shrek                                          | 88 %            |
| Spirit: el corcel indomable                    | 69 %            |
| Simbad: La llegenda dels set mars              | 46 %            |
| Shrek 2                                        | 88 %            |
| L'espantataurons                               | 35 %            |
| Madagascar                                     | 55 %            |
| Wallace & Gromit: The curse of the Were-Rabbit | 95 %            |
| Veïns invasors                                 | 75 %            |
| Flushed away                                   | 72 %            |
| Shrek the Third                                | 41 %            |
| Bee Movie                                      | 51 %            |
| Kung Fu Panda                                  | 87 %            |
| Madagascar 2                                   | 64 %            |
| Monstres vs Aliens                             | 73 %            |
| Com entrenar al teu drac                       | 98 %            |
| Shrek forever after                            | 58 %            |
| Megamente                                      | 73 %            |
| Kung Fu Panda 2                                | 81 %            |
| El gat amb botes                               | 84 %            |
| Madagascar 3: Els fugitius                     | 79 %            |
| L'origen dels guardians                        | 74 %            |
| The croods                                     | 71 %            |
| Turbo                                          | 67 %            |
| Les aventures de Peabody i Sherman             | 80 %            |
| Com Entrenar al teu Drac 2                     | 92 %            |
| Els pingüins de Madagascar                     | 72 %            |
| Home                                           | 47 %            |
| Kung Fu Panda 3                                | 87 %            |
| Trolls                                         | 74 %            |
| Bebé Jefazo                                    | 52 %            |
| Capità Calçotets                               | 87 %            |